# سيرك الخمس خواتم (رواية)
رواية سيرك الخمس خواتم (بالإنجليزية: Five Ring Circus)‏ هي رواية للكاتب الأسترالي جون كليري، والكتاب الخامس عشر الذي يضم محقق سيدني سكوبي مالون وينطوي على تحقيقه في احتيال مالي في الفترة التي سبقت أولمبياد سيدني 2000. نشرت عام 1998.